# Rudy Gunawan
Rudy Gunawan (född 31 december 1966) är en indonesisk idrottare som tog silver i badminton tillsammans med Eddy Hartono vid olympiska sommarspelen 1992 i Barcelona.